# Naphazoline
La naphazoline est un composé organique de la famille des agonistes α1-adrénergiques. Elle est utilisée chez l'homme comme médicament pour traiter l'irritation de l'œil ou la congestion des muqueuses nasales en cas de rhinite.

## Spécialités contenant de la naphazoline
Les médicaments contenant de la naphazoline commercialisés en France sont :
- Collyre bleu laiter (en association avec du méthylthioninium) ;
- Derinox (en association avec de la prednisolone) ;
- Xylocaïne à la naphazoline (en association avec de la lidocaïne).